# Wilshire/Normandie (métro de Los Angeles)
Pour les articles homonymes, voir Wilshire et Normandie.
Wilshire/Normandie est une station du métro de Los Angeles desservie par les rames de la ligne D et située à Koreatown, quartier de Los Angeles, en Californie.

## Localisation
Station souterraine du métro de Los Angeles, Wilshire/Normandie est desservie par la ligne D et située à l'intersection de Wilshire Boulevard et de Normandie Avenue dans le quartier Koreatown, lui-même inclus dans le quartier plus vaste de Mid-Wilshire, à l'ouest de Downtown Los Angeles.

## Histoire
Wilshire/Normandie est mise en service le 13 juillet 1996.

## Service

### Accueil

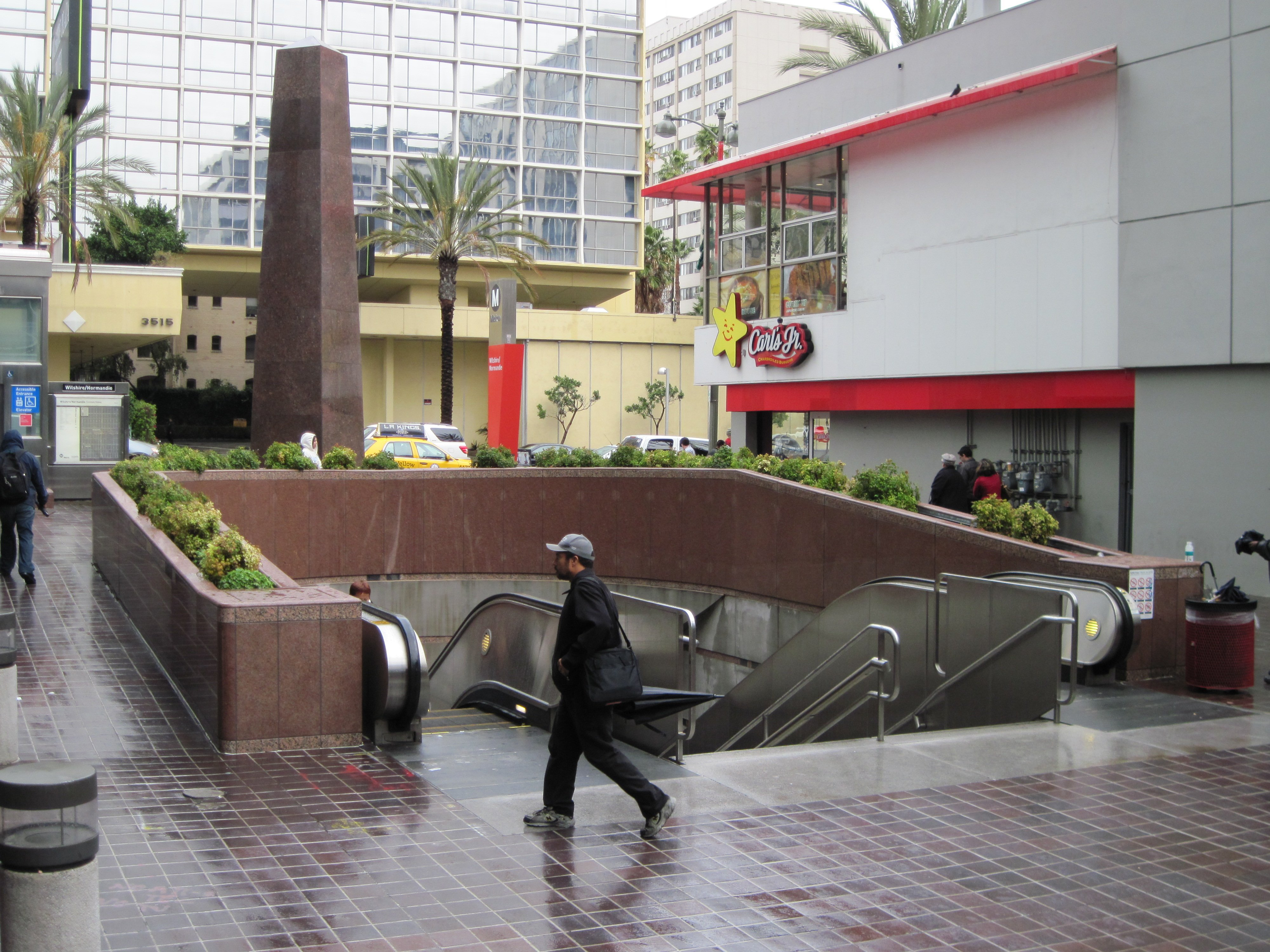
Entrée de la station.
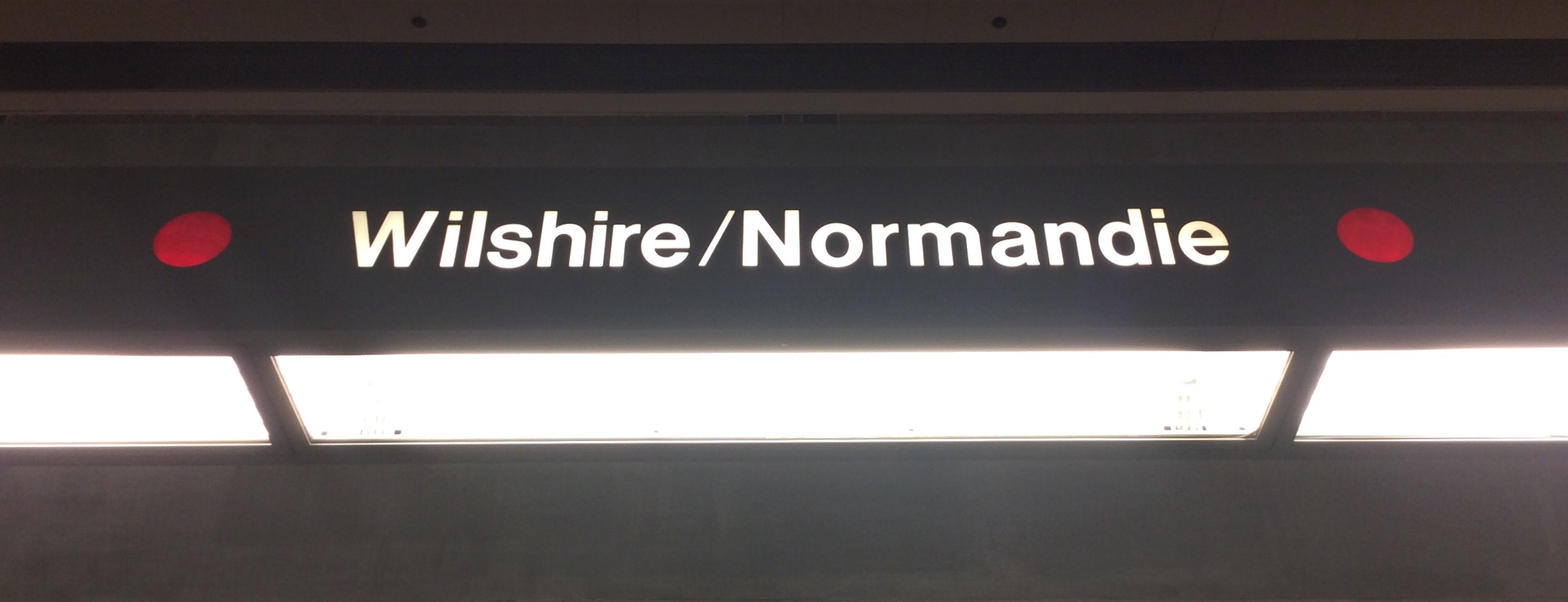
Signalétique à l'intérieur de la station.
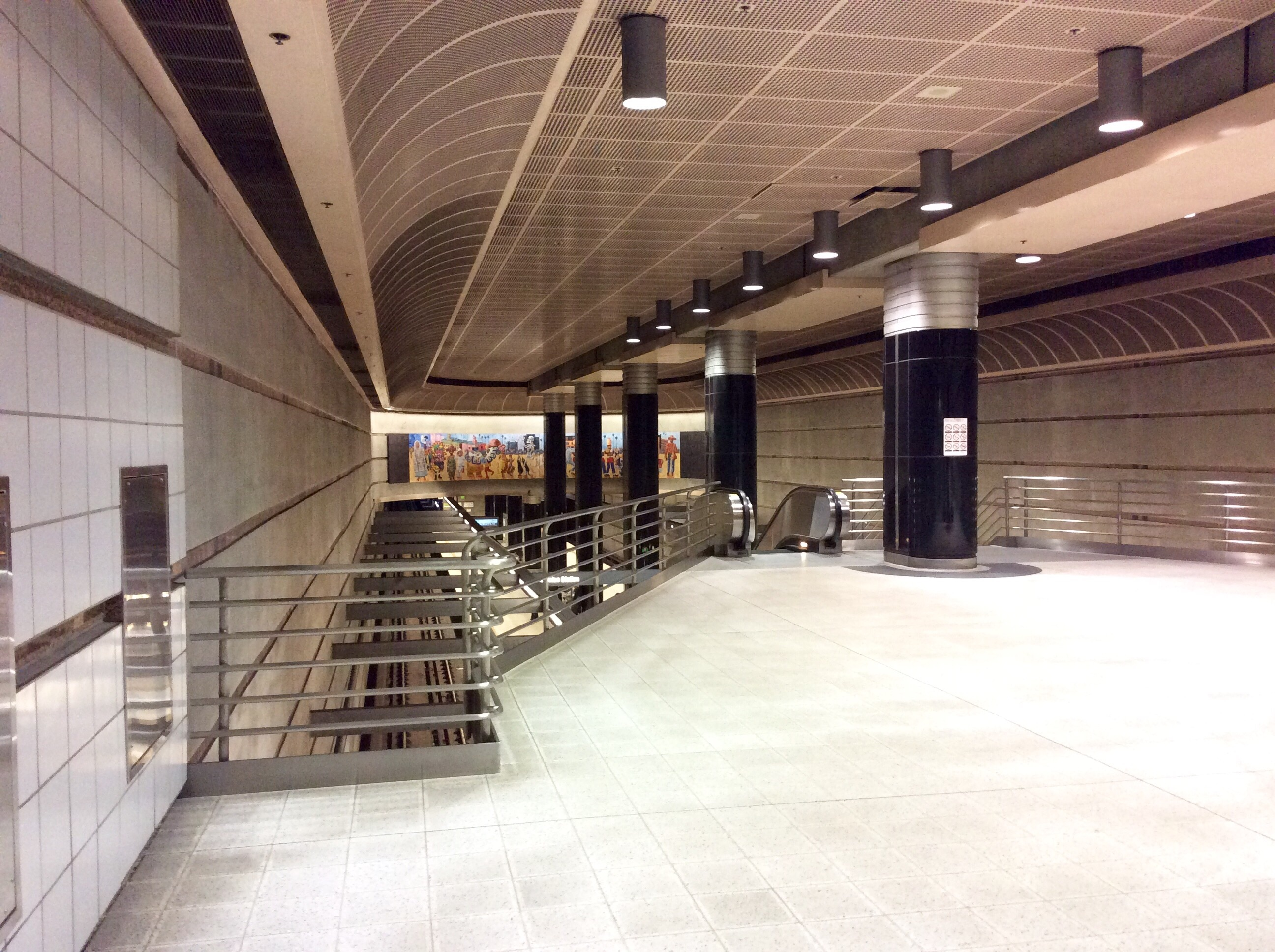
Vue du premier étage.

### Desserte
Wilshire/Normandie est desservie par les rames de la ligne D du métro,.

### Intermodalité
La station est desservie par les lignes d'autobus 18, 20, 206 et 720 de Metro et la ligne 481 de Foothill Transit (en).